# La strage di Frankenstein
La strage di Frankenstein (I Was a Teenage Frankenstein) è un film del 1957 diretto da Herbert L. Strock.
È un horror liberamente tratto dal romanzo di Mary Shelley Frankenstein, o il moderno Prometeo del 1816. Il film ricalca la forma del film I Was a Teenage Werewolf, dello stesso anno, diretto da Gene Fowler Jr., ma sceneggiato e prodotto dallo stesso Herman Cohen.

## Trama
In un'università statunitense, il professor Frankenstein, discendente del famoso barone è convinto di poter riportare in vita i morti e medita di "comporre" una creatura con i resti organici di più cadaveri, per questo viene preso per pazzo e quindi deriso.
Frankenstein riesce nel suo intento e modella la creatura con corpi di giovani studenti. Realizza e dà vita, con le famigerate scariche elettriche, ad una creatura sì atletica, ma dal volto ancora informe; questi, come nel libro, si ribellerà al suo creatore, passando per il terrore seminato, questa volta, in un campus universitario.